# Europamästerskapen i short track 2024
Europamästerskapen i short track 2024 hölls mellan den 12 och 14 januari 2024 i Hala Olivia i Gdańsk i Polen. Det var den 27:e upplagan av europamästerskapen i short track.

## Medaljörer

### Herrar
| Gren                | Guld                                                           | Guld     | Silver                                                                        | Silver   | Brons                                                              | Brons    |
| 500 meter           | Pietro Sighel Italien                                          | 41,428   | Teun Boer Nederländerna                                                       | 41,512   | Stijn Desmet Belgien                                               | 41,623   |
| 1 000 meter         | Pietro Sighel Italien                                          | 1.26,008 | Niall Treacy Storbritannien                                                   | 1.26,111 | Stijn Desmet Belgien                                               | 1.26,151 |
| 1 500 meter         | Pietro Sighel Italien                                          | 2.21,555 | Friso Emons Nederländerna                                                     | 2.21,583 | Itzhak de Laat Nederländerna                                       | 2.21,623 |
| 5 000 meter stafett | Nederländerna Teun Boer Itzhak de Laat Friso Emons Kay Huisman | 7.24,370 | Belgien Stijn Desmet Adriaan Dewagtere Ward Pétré Warre Van Damme Enzo Proost | 7.24,393 | Polen Łukasz Kuczyński Michał Niewiński Félix Pigeon Diané Sellier | 7.30,056 |

### Damer
| Gren                | Guld                                                                             | Guld     | Silver                                                                             | Silver   | Brons                                                                    | Brons    |
| 500 meter           | Xandra Velzeboer Nederländerna                                                   | 42,587   | Selma Poutsma Nederländerna                                                        | 42,734   | Hanne Desmet Belgien                                                     | 42,825   |
| 1 000 meter         | Hanne Desmet Belgien                                                             | 1.33,675 | Selma Poutsma Nederländerna                                                        | 1.34,293 | Xandra Velzeboer Nederländerna                                           | 1.34,453 |
| 1 500 meter         | Elisa Confortola Italien                                                         | 2.45,511 | Gloria Ioriatti Italien                                                            | 2.45,514 | Rebeka Sziliczei-Német Ungern                                            | 2.46,890 |
| 3 000 meter stafett | Nederländerna Selma Poutsma Yara van Kerkhof Diede van Oorschot Xandra Velzeboer | 4.14,234 | Italien Chiara Betti Elisa Confortola Gloria Ioriatti Arianna Sighel Katia Filippi | 4.14,426 | Frankrike Bérénice Comby Gwendoline Daudet Aurélie Lévêque Cloé Ollivier | 4.18,934 |

### Mixat
| Gren                | Guld                                                                                | Guld     | Silver                                                                                                 | Silver   | Brons                                                                          | Brons    |
| 2 000 meter stafett | Nederländerna Teun Boer Kay Huisman Selma Poutsma Xandra Velzeboer Yara van Kerkhof | 2.41,376 | Polen Nikola Mazur Michał Niewiński Diané Sellier Kamila Stormowska Łukasz Kuczyński Gabriela Topolska | 2.41,385 | Belgien Tineke den Dulk Hanne Desmet Stijn Desmet Adriaan Dewagtere Ward Pétré | 2.41,474 |

## Medaljtabell
*   Värdland ( Polen)
| Nr                  | Nation              | Guld | Silver | Brons | Totalt |
| ------------------- | ------------------- | ---- | ------ | ----- | ------ |
| 1                   | Nederländerna       | 4    | 4      | 2     | 10     |
| 2                   | Italien             | 4    | 2      | 0     | 6      |
| 3                   | Belgien             | 1    | 1      | 4     | 6      |
| 4                   | Polen*              | 0    | 1      | 1     | 2      |
| 5                   | Storbritannien      | 0    | 1      | 0     | 1      |
| 6                   | Frankrike           | 0    | 0      | 1     | 1      |
| 6                   | Ungern              | 0    | 0      | 1     | 1      |
| Totalt (7 nationer) | Totalt (7 nationer) | 9    | 9      | 9     | 27     |